# Copa Presidente de la Diputación de Jaén de Fútbol 2015
La Copa Presidente de la Diputación de Jaén de Fútbol 2015 es la 2ª edición de dicha competición. Este torneo comenzó el 7 de agosto de 2015 y terminó el 28 de septiembre de ese mismo año. La edición consta de dos fases, una previa y otra fase final que consta de los 16 mejores equipos de la Provincia de Jaén. El campeón de esta edición fue el Real Jaén tras ganar en la tanda de penaltis (4-3) al Atlético Mancha Real tras un (0-0).

## Eliminatoria previa
| Local                  | Resultado | Visitante                  |
| ---------------------- | --------- | -------------------------- |
| Begijar CF             | 2 - 1     | EMD Jódar                  |
| Orcera CF              | 0 - 3     | CD Beas de Segura          |
| Arquillos CF           | 3 - 5     | Villanuevadel Arzobispo CF |
| Castillo de Locubín CF | 3 - 1     | CD Torredelcampo           |

## Fase final
|  | Octavos de final            | Octavos de final     |                      |       | Cuartos de final | Cuartos de final |  |  | Semifinales | Semifinales |  |  | Final | Final |
|  |                             |                      |                      |       |                  |                  |  |  |             |             |  |  |       |       |
|  |                             |                      |                      |       |                  |                  |  |  |             |             |  |  |       |       |
|  |                             |                      |                      |       |                  |                  |  |  |             |             |  |  |       |       |
|  |                             |                      |                      |       |                  |                  |  |  |             |             |  |  |       |       |
|  | Real Jaén                   | 6                    |                      |       |                  |                  |  |  |             |             |  |  |       |       |
|  | Real Jaén                   | 6                    |                      |       |                  |                  |  |  |             |             |  |  |       |       |
|  | Begijar CF                  | 0                    |                      |       |                  |                  |  |  |             |             |  |  |       |       |
|  | Begijar CF                  | 0                    | Real Jaén            | 2     |                  |                  |  |  |             |             |  |  |       |       |
|  |                             |                      |                      | 2     |                  |                  |  |  |             |             |  |  |       |       |
|  |                             | Los Villares CF      | 0                    |       |                  |                  |  |  |             |             |  |  |       |       |
|  | Los Villares CF             | Los Villares CF      | 0                    | 1 (4) |                  |                  |  |  |             |             |  |  |       |       |
|  | Los Villares CF             |                      |                      | 1 (4) |                  |                  |  |  |             |             |  |  |       |       |
|  | Atlético Porcuna            | 1 (3)                |                      |       |                  |                  |  |  |             |             |  |  |       |       |
|  | Atlético Porcuna            | 1 (3)                | Real Jaén            | 1 (2) |                  |                  |  |  |             |             |  |  |       |       |
|  |                             |                      |                      | 1 (2) |                  |                  |  |  |             |             |  |  |       |       |
|  |                             | Martos CD            | 1 (1)                |       |                  |                  |  |  |             |             |  |  |       |       |
|  | Martos CD                   | Martos CD            | 1 (1)                | 2     |                  |                  |  |  |             |             |  |  |       |       |
|  | Martos CD                   |                      |                      | 2     |                  |                  |  |  |             |             |  |  |       |       |
|  | Atlético Arjonilla          | 0                    |                      |       |                  |                  |  |  |             |             |  |  |       |       |
|  | Atlético Arjonilla          | 0                    | Martos CD            | 2     |                  |                  |  |  |             |             |  |  |       |       |
|  |                             |                      |                      | 2     |                  |                  |  |  |             |             |  |  |       |       |
|  |                             | UCD Torredonjimeno   | 0                    |       |                  |                  |  |  |             |             |  |  |       |       |
|  | UCD Torredonjimeno          | UCD Torredonjimeno   | 0                    | 1     |                  |                  |  |  |             |             |  |  |       |       |
|  | UCD Torredonjimeno          |                      |                      | 1     |                  |                  |  |  |             |             |  |  |       |       |
|  | Castillo de Locubín CF      | 0                    |                      |       |                  |                  |  |  |             |             |  |  |       |       |
|  | Castillo de Locubín CF      | 0                    | Real Jaén            | 0 (4) |                  |                  |  |  |             |             |  |  |       |       |
|  |                             |                      |                      | 0 (4) |                  |                  |  |  |             |             |  |  |       |       |
|  |                             | Atlético Mancha Real | 0 (3)                |       |                  |                  |  |  |             |             |  |  |       |       |
|  | Atlético Mancha Real        | Atlético Mancha Real | 0 (3)                | 2     |                  |                  |  |  |             |             |  |  |       |       |
|  | Atlético Mancha Real        |                      |                      | 2     |                  |                  |  |  |             |             |  |  |       |       |
|  | CD Beas de Segura           | 0                    |                      |       |                  |                  |  |  |             |             |  |  |       |       |
|  | CD Beas de Segura           | 0                    | Atlético Mancha Real | 1 (2) |                  |                  |  |  |             |             |  |  |       |       |
|  |                             |                      |                      | 1 (2) |                  |                  |  |  |             |             |  |  |       |       |
|  |                             | Linares Deportivo    | 1 (1)                |       |                  |                  |  |  |             |             |  |  |       |       |
|  | Linares Deportivo           | Linares Deportivo    | 1 (1)                | 3     |                  |                  |  |  |             |             |  |  |       |       |
|  | Linares Deportivo           |                      |                      | 3     |                  |                  |  |  |             |             |  |  |       |       |
|  | Villanueva del Arzobispo CF | 0                    |                      |       |                  |                  |  |  |             |             |  |  |       |       |
|  | Villanueva del Arzobispo CF | 0                    | Atlético Mancha Real | 0 (4) |                  |                  |  |  |             |             |  |  |       |       |
|  |                             |                      |                      | 0 (4) |                  |                  |  |  |             |             |  |  |       |       |
|  |                             | Villacarrillo CF     | 0 (3)                |       |                  |                  |  |  |             |             |  |  |       |       |
|  | Villacarrillo CF            | Villacarrillo CF     | 0 (3)                | 4     |                  |                  |  |  |             |             |  |  |       |       |
|  | Villacarrillo CF            |                      |                      | 4     |                  |                  |  |  |             |             |  |  |       |       |
|  | CD Navas                    | 1                    |                      |       |                  |                  |  |  |             |             |  |  |       |       |
|  | CD Navas                    | 1                    | Villacarrillo CF     | 2 (4) |                  |                  |  |  |             |             |  |  |       |       |
|  |                             |                      |                      | 2 (4) |                  |                  |  |  |             |             |  |  |       |       |
|  |                             | CD Vilches           | 2 (3)                |       |                  |                  |  |  |             |             |  |  |       |       |
|  | CD Vilches                  | CD Vilches           | 2 (3)                | 3 (2) |                  |                  |  |  |             |             |  |  |       |       |
|  | CD Vilches                  |                      |                      | 3 (2) |                  |                  |  |  |             |             |  |  |       |       |
|  | CD Torreperogil             | 3 (1)                |                      |       |                  |                  |  |  |             |             |  |  |       |       |
|  | CD Torreperogil             | 3 (1)                |                      |       |                  |                  |  |  |             |             |  |  |       |       |

## Final
La final de este torneo se disputó en el estadio Matías Prats, en Torredonjimeno. La fecha del partido fue el 28 de septiembre y el ganador de esta edición de copa fue el Real Jaén tras imponerse al Atlético Mancha Real en la tanda de penaltis por (4-3) tras un partido igualado que terminó (0-0).